# Семёновская волость (Новозыбковский уезд)
Семёновская волость — административно-территориальная единица в составе Новозыбковского уезда.
Административный центр — местечко (ныне город) Семёновка.
Волость образована в ходе реформы 1861 года; являлась наиболее обширной из волостей своего уезда.
В ходе укрупнения волостей, в 1923 году к Семёновской волости была присоединена часть соседней Новоропской волости.
С 1 апреля 1926 года волость была передана в состав Глуховского округа Украинской ССР; ныне её территория входит в Черниговскую область.